# 주한미국상공회의소
주한미국상공회의소(駐韓美國商工會議所, The American Chamber of Commerce in Korea), 약칭, AMCHAM(암참)은 1953년 한국과 미국 간의 무역 및 통상을 확대, 촉진하고자 창립된 비영리법인기관이다. 한국 경제각계에서 활발하게 활동하고 있는 700여개의 기업회원으로 구성되어 있으며, 서울시 영등포구 국제금융로 10, Two IFC 15층에 위치하고 있다.

## 조직
2020년 기준으로, 주한미국대사 해리 헤리슨 (Harry Harrison)을 명예회장으로, 한국지엠 사장을 역임한 제임스 김(James Kim)이 CEO/회장을 역임하고 있다.

## 설립목적
AMCHAM은 국내에서 활동 중인 회원사들의 이익을 보호하고 증진시키며, 회원사들의 의견을 한국정부, 무역/산업계 및 미국 정부에 전달하고 있다. 또한, 한미간 무역 및 통상을 촉진하며 투명하고 건전한 기업행위의 발전을 도모한다.

## 주요 활동
31개 산업분야별 비정기적인 위원회 회의(Committee Meeting), 세미나, 매월 회원을 대상으로 하는 정기회의(General Membership Meeting)등을 개최한다. 이 모임에는 한-미 정부 각료 및 민간의 저명인사 등을 초청하여 정치, 경제에 대한 국제적이고 거시적인 시각을 제공하며, 이를 통해, 회원사, 한국을 방문하는 기업인 및 정치가들에게 한국의 사업 및 경제 환경에 대한 정보를 전달한다. 또한 보건/바이오, 녹색성장 및 인사정책 등 다양한 분야의 세미나를 매년 개최하고 있다.
한국 경제 발전에 이바지하기 위해 한국 정부에 비정기적으로 정책을 제안하며, 국가경쟁력강화위원회 참여 등을 통해 한국 경제의 경쟁력 향상을 위한 자문 역할도 하고 있다. 
매 해, 워싱턴 DC에 주한미국상공회의소 대표단 파견하는 Door-Knock 행사를 개최하여, 한국 경제의 우수한 투자환경을 미 의회 및 행정부에게 소개하며, 원활한 한미 간 통상을 위한 회원사들의 입장을 대변한다. 미국은 본 행사를 통해 한국 투자환경의 개선점을 파악하고 정치적 압력을 가하는 근거로 활용하기도 한다.
주한미국상공회의소의 자선재단인 ‘미래의동반자재단(Partners for the Future Foundation)’을 설립하여, 국내의 실업자 및 실업가족을 지원하고 있다. 이를 통해, 1,700여 명의 실업가정의 대학생들에게 전액 장학금을 제공하는 자선활동 및 직업 교육 훈련 지원 프로그램, 인턴십 프로그램 등 다양한 청년 일자리 창출 프로그램을 통해, 청년 실업해소에 기여한다.

## 공식 간행물
- 《Journal》(분기별 간행물)
- 《Membership Directory》(연간지)